# Auzay

Auzay este o comună în departamentul Vendée, Franța. În 2009 avea o populație de 599 de locuitori.